# لقد حان وقت التحرير (فلم)
لقد حان وقت التحرير هو فيلم وثائقي من إخراج المخرج اللبناني: هيني سرور، صدر عام 1974.
يركز الفيلم على كفاح الجبهة الشعبية لتحرير عمان والخليج العربي من نظام السلاطين سعيد بن تيمور ثم قابوس بن سعيد والجيش البريطاني في ظفار، وهي منطقة تقع غرب سلطنة عمان.

## سياق
أبقت الحكومة في حالة من الفقر والعزلة، ثار سكان ظفار ضد الاحتلال البريطاني والسلطان سعيد بن تيمور، حليف البريطانيين، وأنشأوا جبهة تحرير ظفار (FLD)، التي انعقد مؤتمرها الأول في يونيو 1965. خلال المؤتمر الثاني، في سبتمبر 1968، أصبحت  الجبهة الشعبية لتحرير عمان والخليج العربي واعتمدت أيديولوجية ماركسية لينينية بالإضافة إلى برنامج واسع من الإصلاحات الاجتماعية: التعليم للجميع، وإلغاء العبودية، ولكن قبل كل شيء تحرير المرأة. ثم إلغاء تعدد الزوجات والمهر وأصبحت المرأة جزءا لا يتجزأ من أنشطة جبهة التحرير، ولا سيما المشاركة في التدريب العسكري والقتال. وفي عامي 1969 و1970، حققت الجبهة الشعبية لتحرير ظفار انتصارات عسكرية وتمكنت من السيطرة على جزء كبير من محافظة ظفار، مما دفع بريطانيا العظمى إلى تقديم التنازل القسري للسلطان سعيد بن تيمور لصالح ابنه قابوس بن سعيد، الذي كثف قمع القبائل. الجبهة الشعبية لتحرير ظفار إلى جانب الجيش البريطاني وبمساعدة النظام السعودي والملك حسين عاهل الأردن وشاه إيران.

## ملخص
يبدأ الفيلم بتسلسل حيث يعرض صور لمقاتلي الجبهة الشعبية على أغنية ثورية أعطت اسمها للفيلم.
بعد ذلك، يشرح تسلسل تحليلي، باستخدام أرشيف التلفزيون الأبيض والأسود، السياق الذي أدى إلى اندلاع نضال شعب ظفار في 9 يونيو 1965: الاستعمار البريطاني، المصالح النفطية، قمع حركات التحرر في الخليج، وبناء القواعد العسكرية، والسلطة الاستبدادية والاستعبادية للسلطان سعيد بن تيمور، وما إلى ذلك…
ثم يركز الفيلم على الحياة في محافظة ظفار المحررة، حيث يعرض مشهد التدريب العسكري للمقاتلين الشباب، ثم صور توضح صعوبة وأهمية توفير المياه. ويصر السكان الذين يتحدثون في الفيلم، وكذلك في التعليق، على أهمية الاكتفاء الذاتي الغذائي ووحدة الشعب، الذي عبرته في السابق الانقسامات القبلية القاتلة.
تم تخصيص تسلسل مهم من الفيلم للموقف الثوري للجبهة فيما يتعلق بالمرأة. تجري هيني سرور مقابلات مع شابات يشرحن أمام الكاميرا القمع المزدوج الذي تعاني منه النساء، المضطهدات من قبل الإمبريالية من جهة ومن قبل الهياكل القبلية والعائلية من جهة أخرى، والتحرر الذي أتاحت لهن الثورة تقاتل النساء إلى جانب الرجال، ويتعلمن مثل الرجال، ويدركن أن لديهن نفس القدرات التي يتمتعن بها.
ويسعى هيني سرور إلى إظهار النجاحات التي حققتها الجبهة الشعبية لتحرير عمان والخليج العربي، مؤكدا على الارتباط بين التقدم الاجتماعي (التوسع في توزيع المياه، أول مزرعة تجريبية - تهييء الشباب للزراعة -، أول مزرعة تجريبية مضخة مياه، وإنشاء الطريق المدني الوحيد في المحافظة...) وانتصارات عسكرية (الاستيلاء على قاعدتي هجليت وثكبيت على خط أحمر، منطقة المواجهة مع بريطانيا). كما تهتم بمكانة التعليم المهمة في أنشطة الجبهة الشعبية لتحرير فلسطين، من خلال تصوير الطلاب الذين قطعوا مسافة تصل إلى 500 كيلومتر تحت القصف البريطاني للذهاب إلى المدرسة، وهي مدرسة تعلموا فيها الأسلحة باليد والرياضيات والقراءة واللغة الإنجليزية. والجغرافيا ولكن أيضًا الحكم الذاتي، ومبادئ الحياة الجماعية والثورة، والتي فيها الفكر يجب أن يحمل البندقية.